# Kernita
La kernita és un mineral de la classe dels borats. Rep el seu nom del Comtat de Kern (Califòrnia, Estats Units), el lloc on va ser descoberta l'any 1927 en un jaciment de bor.

## Característiques
La kernita és un mineral de la classe dels borats. Químicament és un tetraborat de sodi hidroxilat i hidratat. Es converteix en metakernita si s'escalfa per sobre dels 100 o 120 °C, mentre que es converteix en tincalconita quan es deshidrata. Cristal·litza en el sistema monoclínic, formant cristalls ben formats de mida gran. La seva duresa a l'escala de Mohs és de 2,5, una duresa força baixa equiparable a altres minerals com el magnesi o la plata. Acostuma a ser de color blanc, tirant a incolora, i la seva ratlla també és blanca. És un mineral important que s'extreu com a mena del bor.

## Formació i jaciments
Apareix en jaciments de roca sedimentària amb borats formades com evaporites en ambient continental àrid, o bé en lutites amb borats que han estat sotmeses a metamorfisme. Sol trobar-se associada a altres minerals com: ulexita, inyoïta, colemanita o bòrax.